# 维尼塔酒店
维尼塔酒店（Vineta Hotel）又名棕榈园酒店（Palm Court Hotel）或切斯特菲尔德酒店（Chesterfield Hotel）是一座历史悠久的酒店，位于美国佛罗里达州棕榈滩椰子行（Cocoanut Row）363号。1986年8月21日列入美国 国家史迹名录。